# Welcome Back, Carter
Welcome Back, Carter («С возвращением, Картер!») — третий эпизод девятого сезона мультсериала «Гриффины». Премьерный показ состоялся 10 октября 2010 года на канале FOX.

## Сюжет
Питер и Лоис обнаруживают старый фотоальбом Картера и Барбары Пьютершмидтов, фото в котором иллюстрируют их давнюю любовь, а также небольшую интрижку Барбары, пока Картер был на «войне с Аляской», а Барбара думала, что тот погиб. Несмотря на то, что в настоящем у пожилой семейной четы всё в порядке, вскоре Питер случайно узнаёт, что его тесть, Картер, изменяет своей жене, застав его на собственной яхте с другой женщиной. Питер очень недоволен этим адюльтером, но соглашается держать произошедшее в секрете.
Впрочем, очень скоро он рассказывает об увиденном своим друзьям: Куагмиру, Джо и Брайану, и те уверены, что Питер теперь начнёт шантажировать Картера за свои постоянные унижения. Тот так и поступает: пробравшись среди ночи в дом Картера, Питер заявляет ему, что тот теперь его раб, и заставляет выполнять самые немыслимые желания: рыцарский турнир на лимузинах, полёт во Францию с целью оскорбить нацию, сочинение новых повседневных фраз и т. д. Барбара и Лоис замечают, что давние враги Картер и Питер подозрительно много времени проводят вместе, а вскоре Питер случайно пробалтывается Барбаре об измене её мужа.
Картер опять поселяется в доме Гриффинов: Барбара подала на развод. Пытаясь заполнить возникшую пустоту, Картер просит Питера развлечь его, познакомить с кем-нибудь. Питер ведёт тестя в ночной клуб, где тот вскоре знакомится с очаровательной блондинкой Паули, но они быстро расстаются, когда выясняется, что Картер — расист.
Тем не менее, Картер никак не может забыть Барбару, и отправляется к ней с извинениями и букетом роз. Там он обнаруживает, что его жена уже начала встречаться с тем самым мужчиной, с которым изменила ему много лет назад, пока он был на войне. Впрочем, Барбара прощает своего мужа, и их союз воссоединяется.

## Создание
Автор сценария: Уэллесли Уайлд
Режиссёр: Синди Танг
Композитор: Рон Джонс
Приглашённые знаменитости: Макс Баркхолдер (в роли церковной мыши), Ральф Гэрман (мужской голос «И вот откуда появились толстухи»), Александра Брекенридж (в роли Полы), Кристина Лакин (в роли подруги Полы) и Рейчел Макфарлейн (в роли подруги Полы)

## Интересные факты